# Didymochlamys
Didymochlamys là một chi thực vật có hoa trong họ Thiến thảo (Rubiaceae).

## Loài
Chi Didymochlamys gồm các loài: